# Univerzita v Exeteru
Univerzita v Exeteru (anglicky University of Exeter) je veřejná výzkumná univerzita s hlavním kampusem v Exeteru, v anglickém hrabství Devon. Často je nazývána jen Exon. Její předchůdkyně, St Luke's College, Exeter School of Science, Exeter School of Art a Camborne School of Mines, byly založeny v letech 1838, 1855, 1863 a 1888. Tyto instituce později vytvořily University of Exeter. Ta v roce 1955 obdržela královskou chartu a stala se tak plnohodnotnou univerzitou. Univerzita má čtyři kampusy: Streatham a St Luke's (oba jsou v Exeteru) a Truro a Penryn (oba jsou v Cornwallu). Knihovna kampusu Streatham obsahuje více než 1,2 milionu fyzických knihovních položek. Kampus Penryn je spravován ve spolupráci s Falmouth University. V roce 2012 se Exeter připojil k prestižní Russell Group. Univerzita je rozdělena na 6 kolejí. Funguje zde mimo to přibližně 70 výzkumných center a ústavů. K absolventům patří spisovatelka J. K. Rowlingová, autorka knih o Harrym Potterovi. Podle žebříčku QS World University Rankings 2024 je Univerzita v Exeteru 153. nejlepší vysokou školou na světě.